# 오토 티에프
오토 티에프(에스토니아어: Otto Tief, 1889년 8월 2일 ~ 1976년 3월 5일)는 에스토니아의 군인, 정치인, 변호사이다. 그는 1944년 9월 소비에트 연방군 이 에스토니아를 점령하기 전까지 마지막 에스토니아 정부의 총리였다.

## 생애
에스토니아 라플라 주 출신이며 1910년부터 1916년까지 러시아 제국 상트페테르부르크에서 법학을 전공했다. 에스토니아 독립 전쟁 기간 동안에는 칼레블라스테 말레바(Kalevlaste Maleva) 대대의 사령관으로 복무했다.
1921년 타르투 대학교 법학과를 졸업한 이후에 에스토니아 토지은행에서 변호사로 근무했다. 1926년, 1932년에는 에스토니아의 입법부인 리기코구(Riigikogu) 의원으로 선출되었다. 1926년부터 1927년까지 에스토니아 사회부 장관을 역임했으며 1928년에는 에스토니아 법무부 장관을 역임했다.
제2차 세계 대전 이 진행 중이던 1944년 9월 18일에 에스토니아의 총리로 임명되면서부터 소련의 에스토니아 점령에 저항하는 운동을 전개했으며 1944년 10월 10일에는 소련 당국에 체포되고 만다. 1945년부터 1955년까지 시베리아에 위치한 굴라그에서 복무했고 1956년에 에스토니아로 귀환했다.
1976년 3월 5일에 사망한 이후에는 국가보안위원회(KGB)에 의해 탈린 국립묘지에 안장되는 것이 한동안 금지되었지만 1993년 소련으로부터 독립을 회복한 에스토니아 정부로부터 복권 조치를 받았다.